# Einar Forseths Park

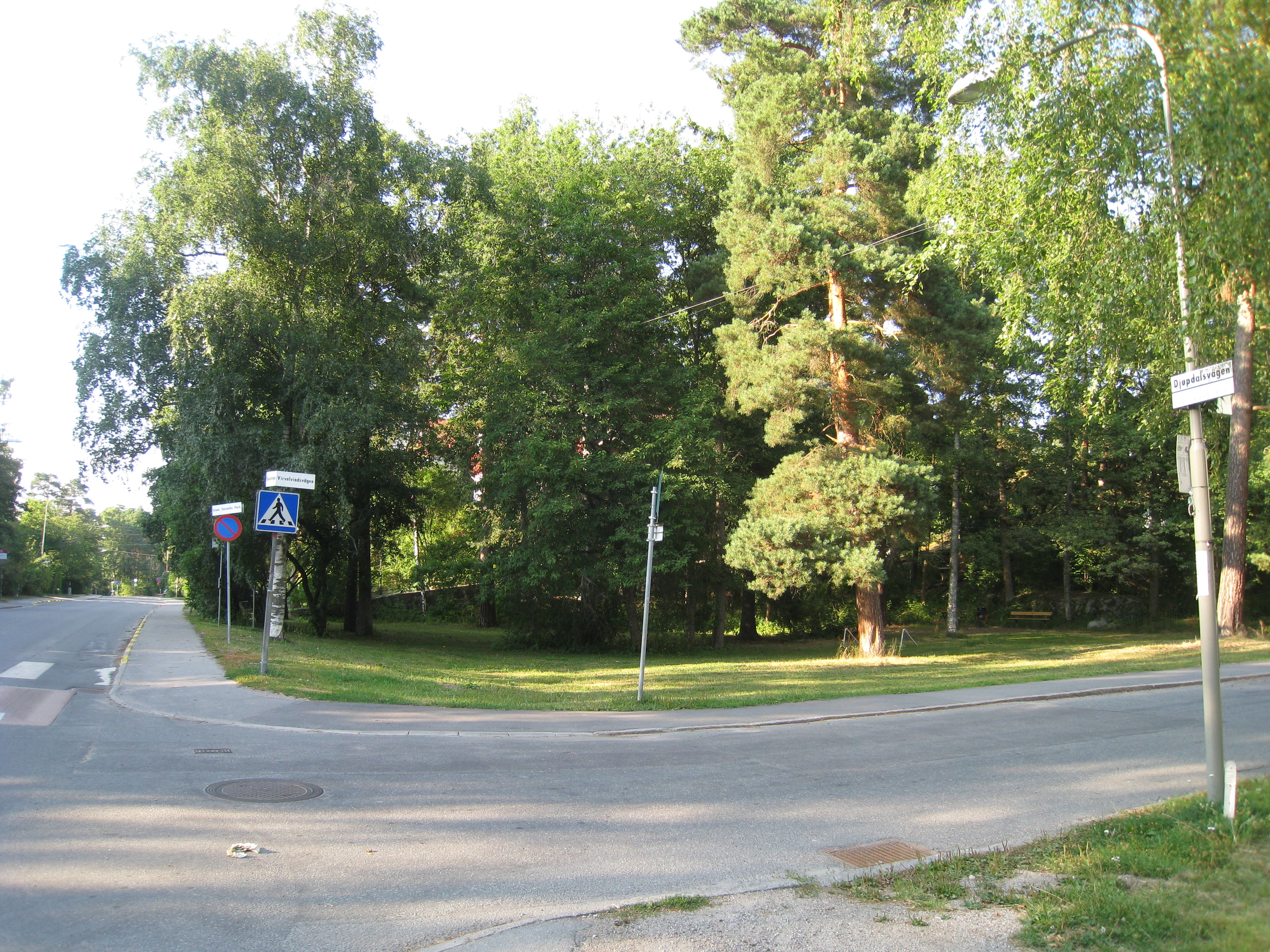
Einar Forseths Park vid Djupdalsvägen i Höglandet i Bromma.

Einar Forseths Park är en park i stadsdelen Höglandet i Bromma väster om Stockholm. Parken ligger vid Djupdalsvägen i hörnet av Virvelvindsvägen.
Parken har fått sitt namn efter konstnären Einar Forseth, som åren 1925–1981 var bosatt i en villa vid Hallingsbacken 3 i Ålsten på gränsen till Höglandet. År 1989, året efter konstnärens död, hedrades han med att ett litet parkområde vid Höglandsparken fick namnet Einar Forseths Park.

## Bildgalleri

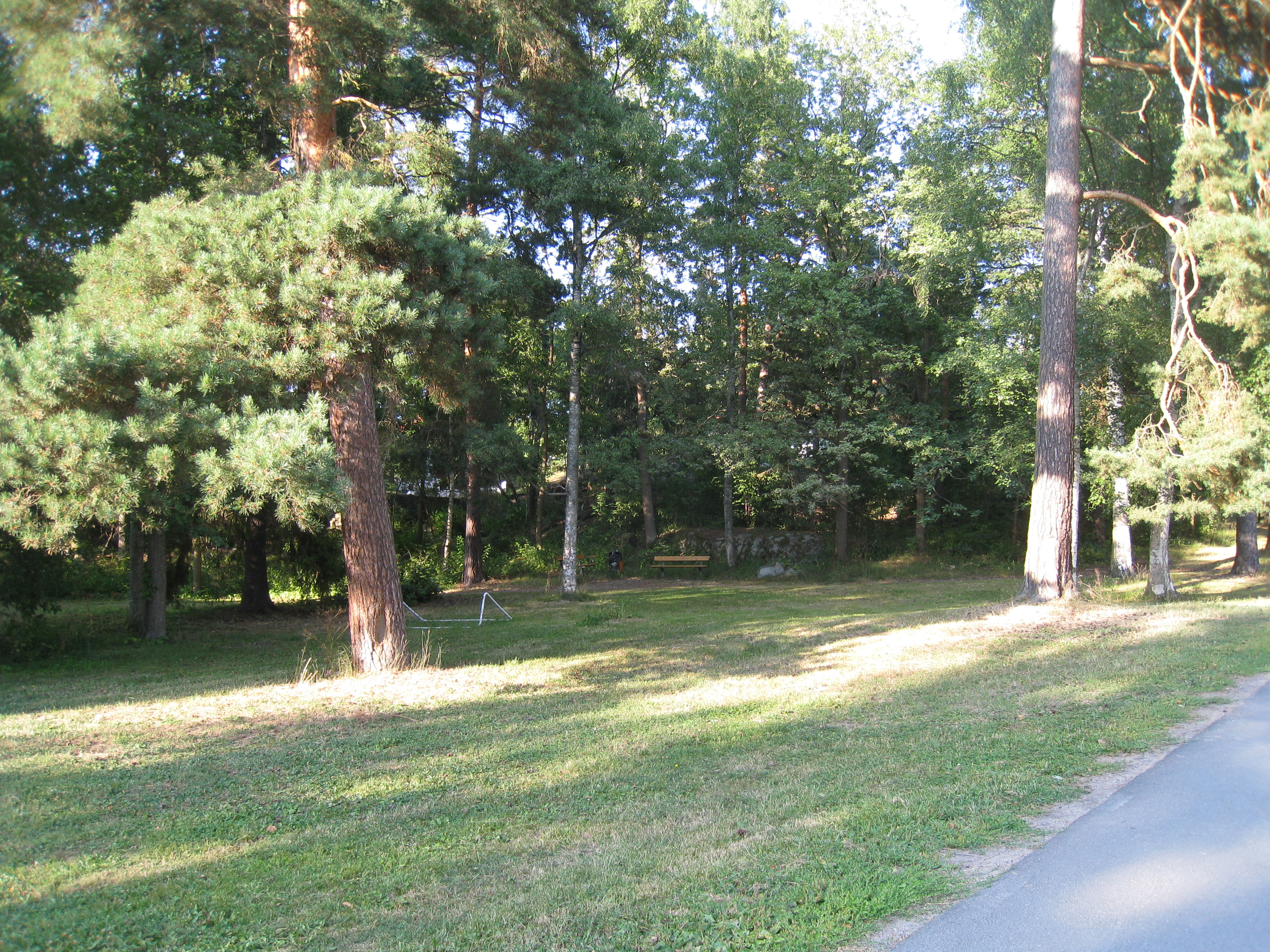
Einar Forseths Park med parkbänk
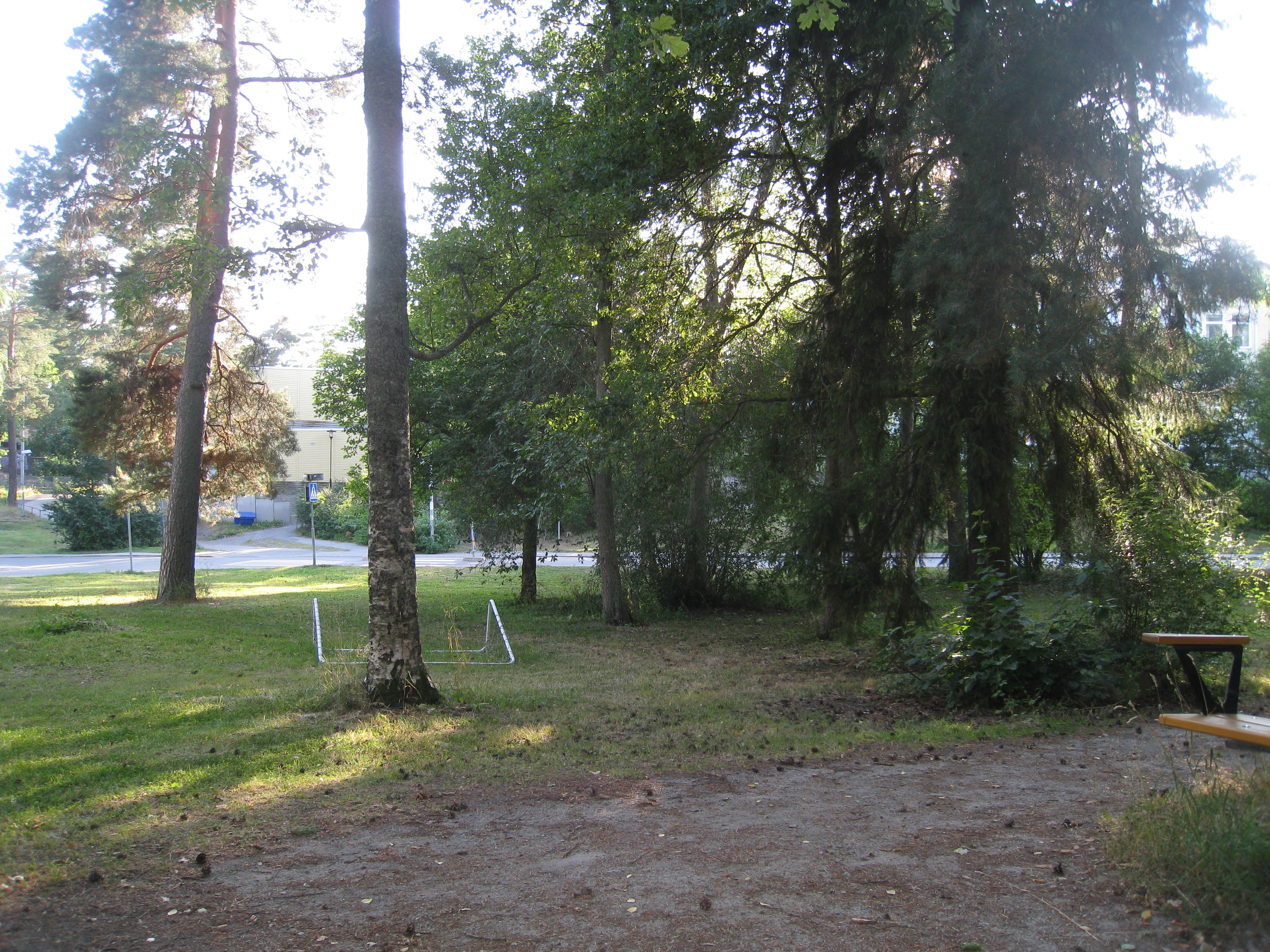
Några granar växer i parken
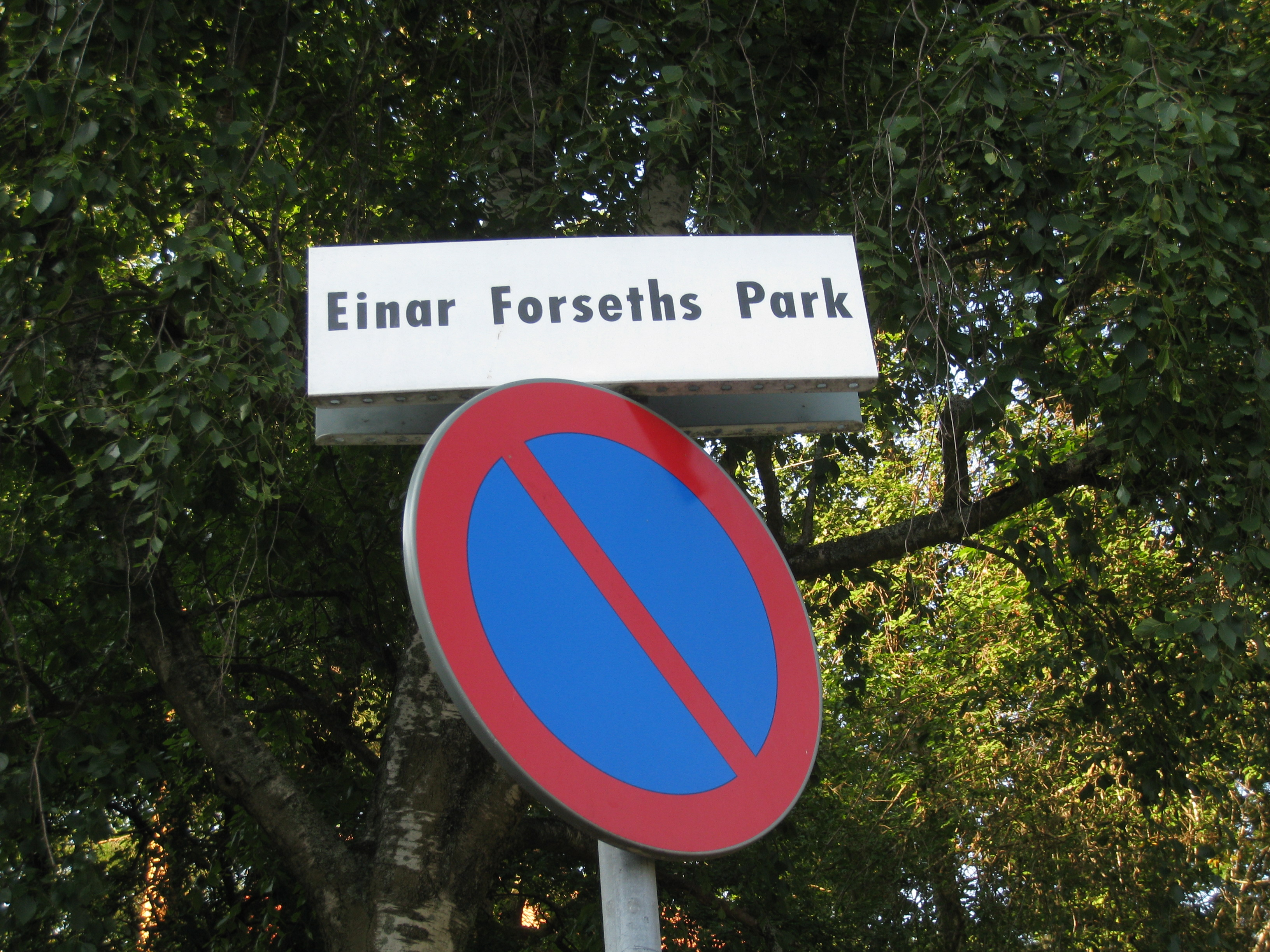
Gatuskylt vid Einar Forseths Park
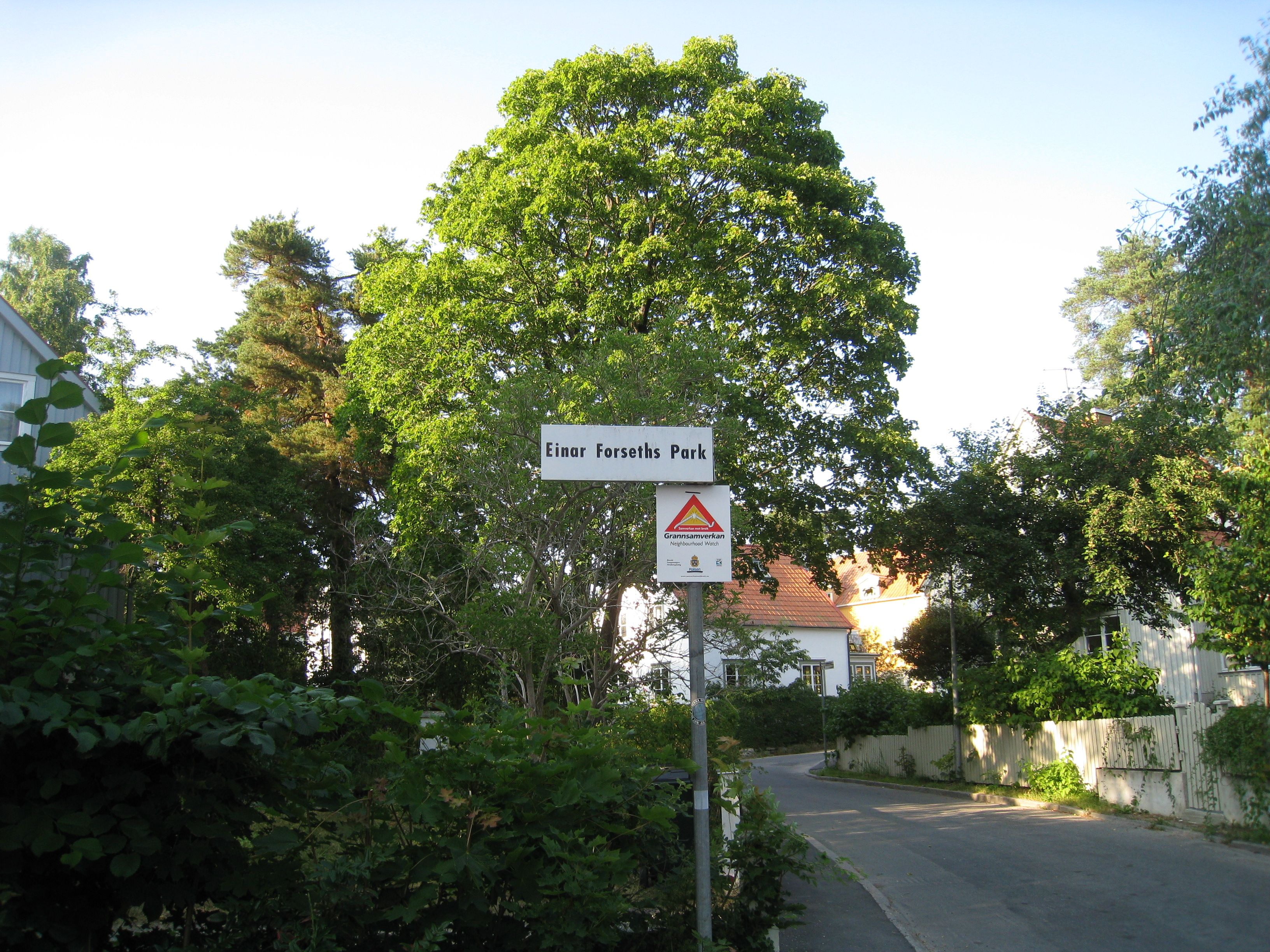
Parken vid Virvelvindsvägen